# ماريا تيريزا ليون
ماريا تيريزا ليون غويرى (بالإسبانية: María Teresa León y Goyri) كاتبة إسبانية من جيل 27، وُلدت في لوغرونيو في 31 أكتوبر 1930. وتكون ماريا تيريزا ليون هي المولفة لكتب «السيناريو» و«عروض المسرحية» التي ترجموا إلى عدة لغات. وتوفيت في مدريد في 13 ديسيمبر 1988. وقد حاولة نشر ثقافة شعبة بمساعدة رافائيل اليرتى وروزا تشاسيل وتيموتيوبيرك روبير اواوتوروسيرانوبلاخووعدد أيضا لا حصرة لة من نساء ورجال القرية «كان من بينهم الكثير من الفوضويين» وقد قاموا بوضع مجموعة كبيرة لاحصرة لة من الصور للكنز الفنى وأكثر من 40 الف كتاب لاتقدر قيمتهم بثمن، تجنبا لخسارتها في المسابقة الوطنية لعام 1936.

## السيرة الذاتية
ويمكن القول ان ماريا تيريزا ليون كانت امراة ملتزمة بالرغم من الفترة المضطربة التي كانت تعيش فية والانتقادات التي تواجة والعادات التي عفى علية الزمن. كما توضح الكاتبة الانواع الأكثر تنوعا من كتابتة: ومنة كتب السيرة الذاتية:«ذاكرة حزن» وهذا العمل يعتبرة الكثيرون عملا رئيسيا من هذا النوع من الكتابات. وايضا في مجال الرواية: «رواية ضد كل الصعاب رواية اللعب النظيف». الكتب القصصية ومنة «حجج تريزا خرفات الوقت المر». روايات السيرة الذاتية ومنة «دون روديغودى فيفار السييد – دونا خيمينا دياز دى فيفار». المقال ومنة «التاريخ لدية كلمة». وايضا في مجال المسرح حيث كانت ممثلة ومخرجة المشهد ومولفة.
فهي ابنة عقيد جيش يدعى انخيل ليون واوليفا جورياى، وابنة عم ماريا غوريا (التي هي زوجة رامون منديث بيدال). وفي دراسة تاثرة بحد كبير باعمامة وخصوصا عمتة مريم، التي كانت واحدة من اوائل النساء الإسبانية التي حصلنا على شهادة الدكتوراة في الفلسفة والاداب، وداستها في الجامعة الإسبانية (الجامعة الأولى في إسبانية 1820 إلى 1910«التي تدعى كونسويلوغارسيا»). وقد امضت طفولتة في مدريد وبرشلونة وبورغوس وهذه المدينة التي كانت تعود لة مرارا وتكرارا والتي كانت تشعر بالارتباط الشديد بة. وقد درسة في معهد الحرة للتعليم وحصلة على الليسانس في الفلسفة والادب. وهكذا تلقة ماريا تريزا ليون تعليمة في بيئة ثقافية تنويرة الذي يتضح ويميز الفترة المتبقية من حياتة.
وقد كافحة كثيرا ماريا تريزا ليون في طلب المزيد من الدراسات بحد أكثر من المنصوص علية بدراسة 14 عاما فقط. وهكذا بعد أول اشتباكات له مع شركائها بسبب قرائتهم قليلة البنيان، قد طردت من كلية الرهبات ومن بين التجاوزات الأخرى كما زعمت: انه خلال سعية إلى عمل المدرسة الثانوية، قد تم طردة بلطف من قبل «كلية القلب المقدس لغانيتوس لدى مدريد» لانة كانت مصممة على الحصول على البكالوريا ولانه قامت بقراءة الكتب المحظورة.
قد تزوجت في سن صغير في عام 1920 حيث كان عمرة 17 سنة، من غونرالودى سيبا تسيان الفاروحيث كان لدية ابنين يدعان «جونرالووانريكى». وفي هذه الفترة قامت بنشر مقالات في مجلة برغتش تحت اسم مستعار «ازابيل انعيرامى»، وبطلة غابرييل دانونسيوولكن فيما بعد عمله باسمة الحقيقى. وفي عام 1928 قامت بالسفر إلى الأرجنتين وفي العام التالى قامت بنشر اعمالة الأولى ومنه:«حكايات الحلم – جمال الحب الشرير». وفي عام 1929 قامت بالتعرف على رافائيل البرتى حيث قامت بانهاء زواجها من اجل ان نسافر مع هذا الشاعر إلى مايوركا. وفي 1932 تزوجة مدنيا من واحد يدعى البرتى. وكانت اولى التعاون بين ماريا تريزا والبرتى هي الرسوم التوضيحية لكتابة الثالث، وهي عبارة عن مجموعة من القصص تحت اسم الوردة الباردة. وقد كانت الدراسات المتقدمة هي المسيطرة في هذا التوقيت، لذلك قررت ماريا تريزا ليون ان تتفرغ لدراسة الحركة الادبية الاوربية، ولهذا بداوا بالسفر إلى جميع انحاء برلين وهولندا والاتحاد السوفيتى والدنمارك والنرويج وبلجيكا وهولندا، وبهذا تبدا جولتهم الاوربية. وقد سمحت له هذه التجارب ان تكون موضوعا لكتاباتة، حيث قامة لحقا بكتابة العشرات من المقالات التي نشرت في جريدة هيوالدودى مدريد في عام 1933. وقد قامة بمشاركة رافائيل البرتى في تاسيس جريدة أكتوبر، حيث قامة فيما بعد بنشر عملة فيه تحت عنوان «اضراب في الميناء». وفي عام 1934 قد عاد الزوجان إلى الاتحاد السوفيتى حيث قاموا بحضور الموتمر الأول للكتاب السوفيتين وكان من بينهم «مكسيم غوركى واندرية مارلوكس»، حيث كان لهم نشاط سياسى واجتماعى كبير في إضراب عمال المناجم الاستوريين في 1934 وبعد ذلك سافروا إلى الولايات المتحدة لجمع الاموال للعمال المتضررين من هذه الاحداث.
ومع حوث الانقلاب العسكرى الذي بدا بالحرب الاهلية في ايبيزا لذلك قد قاموا بالفرار بسبب تدهور الاوضاع وعادوالى مدريد لتسوية الحرب وفي هذه الاثناء تم اختيار ماريا تريزا ليون لتشغل منصب «الامين العام للتحالف المناهض لفاشية الكتاب». وقد قاموا بتاسيس مجلة بعنوان «مونوازوت». وسوف تنعكس تجاربة في مدريد اثناء الحرب بعد ذلك في روايتين باسم «ضد كل الصعاب» «اللعب النظيف: ويجد في هذه الرواية جزء كبير من الدرامة والقسوة والقوة مع أيضا ملاحظات هامة عن سيرتة الذاتية التي تروى فية عندما كانت في يوم واحدة من الممثلين».
ماريا تريزا ليون قد كانت أيضا «نائبة مدير شورى المسرح» حيث وقفت كمولفة وممثلة اومخرجة وايضا عملت في المسرح الجمهورى الإسبانى. وقد شاركت في اعداد اغنيات من الحرب الاهلية الخاصة بفيديريكوغارسيا لوركا. وكذلك ليضا دفاعة عن الكنز الفنى الوطنى، لما يحمل اهتمام كبير للحركة الثقافية والادبية وهذا يعد في الخطوط الامامية للمعركة، وايضا محاولة انقاذ الكنز المقدس لدى توليدو. وتحويل الاموال المصورة من متحف برادووالاسكريال إلى فالنسيا (وكان معه أيضا جنبا إلى جنب غيرة من المثقفين والفننين والادبين من جيل 27 مثل روزا تشاسل وزوجها تيموتيوبيريز روبيو).
وقد قصفت هذه الاثار من قبل فيلق كوندور الذي تم ارسالة من قبل اودولف هتلر من اجل خدمة ومساعدة انقلاب فرانسيكوفرانكوفى محاولة لالقاء اللوم على تدمير التراث في الجمهورية الثانية إلى ما تتبعتة الحرب الاهلية الإسبانية من عواقب وخيمة وهذا معروف جيدا. ولهذا قد قام زوجها رافائيل البرتى بكتابة عمل تحت عنوان «ليلة من الحرب في متحف برادو» وشاركت في المؤتمر الثاني للادباءالثوريين في عام 1937 الذي عقد في مادريد وفالنسيا؛ وخلال الحرب ركزت عملها علي المسرح حيث كانت نائب المدير لمجلس المسرح الوسطي فدعمت المبادرات المختلفة في هذا المجال حيث انها المسؤله عن «مسرح الفن والدعاية» و، في وقت لاحق، مسرح «حرب العصابات» واطلقت شركات للمسرح مختلفة.
كما عملت ككاتبة مسرحية مخرجة وعملت بشكل متقطع كممثلة فكانت مساعدة مخرج في مسرح العرائس «دمي هراوة» للكاتب (فيديريكوغارثيا لوركا) و«البغباء الاخضر» ل (اوثر شنيتزلر)؛ كما اخرجت مسرحية«المأساة المتفائلة» للكاتب الروسي (فسيغولود فيتشنيفسكى) وايضاً قامت باخراج والشاركة كممثلة في أحد أعمال البرتي «إصدار نومانسيا» التي كلفها بها بنفسه. كما اخرجت «انشودة الابطال واخوة الشعوب» (البرتي). ومن اسهامتها في عالم المسرح تاسيس «نادي تحالف المثقفين لمناهضة الفاشية»
لكن مع انتهاء الحرب وهزيمة الجمهوريين تم تفيها، في اة ل ية لية. الي فرنسا ثم الارحنتين وبعد ذلك الي إيطاليا فظلت في باريس مع اسرنها حتي عام 1940 فقد عملت كمترجمة للإذاعة الفرنسية «باريسمونديال» كما كما عملت كمذيعة لامريكا الاتينية؟
واقاموا لمدة عشرين سنة في الأرجنتين حيث انجبت هناك ابنتها (اتيانا). كما اكتسب نثرها النضوج، وفقاً لبعض الكتاب (استيبانيس) الذي بدا يطوير الطراوالتقليدي للقصة في العشرينيات، عقب لقائها بالبرتي واستمرت مرحلة التطوير والتحديث واتبعها بعد ذلك الواقعية الاشتراكية. لكن بظهور (خوان رومينغو) ووصوله الي الفمة جعلها تذهب الي إيطاليا. خيث استقروا في روما (المكان الذي خرجت منه اعمالها الحزينة) ختي عام 1963.
وقرر البرتي السفر مرة اخري الي أوروبا والسفر الي الصين للمرة الاوله فكتبوا معاً (ابتسامة الصين). ومع عودة الديمقراطية الي إسبانيا عادت مع زوجها في 27 من شهر أبريل لعام 1977 لكنها لم تستمتع بالوضع الجديد. ثم اصيبت بمرض الزهيمر وتم قبولها بمصحة بالقرب من مادريد الذي أعلن وفاتها في ديسمبر عام 1988.

## تقديرا لأعمالها
في عام 2003 تم الاحتفال بالذكرى المئوية للكاتبة وبمرور 15 سنة علي وفاتها فقد نظمت مؤسسات بورغوس حيث مضت سنوات مراهقتهافي يركولة دي بيلاس ارتيس. مدريد معرض لها. وكان يوجد ذكري تعهد بها نصوص عن (فيديريكوفا رسيا لوركا) لم تنشر من قبل ولوبي دي فيغا وآمون مننديث بيدال فهذا المعرض يعتبر واسترجاعاً للشخصية الأدبية للكاتبة لجيل ال27 تحجي لعلاقتها الطويلة مع الشاعر رافائيل البرتي.

## مسرح
- إضراب في ميناء. 1933
- رحمة
- مأساة متفائلة. 1937
- الحرية على السطح. عام 1989

## رواية
- رغم كل الصعاب. ايابي، بوينس آيرس، 1941،
- الحب الكبير من جوستابوأدولفوبيكر. لوسادا SA، التحرير، بوينس آيرس، 1946،
- دون رودريغودياز دي فيفار، وسيد كاميادور بوسير. بوينس آيرس، 1954
- اللعب العادل؛ جويانرت، بوينس آيرس، 1959
- دونا خيمينا دياز دي فيفار، سيدة الكبير لجميع الواجبات؛ لوسادا SA، التحرير، بوينس آيرس، 1960
- مينيستوس، بحار نيسان، كان عليه، المكسيك، عام 1965
- سرفانتس. الجندي الذي علمنا أن الكلام؛ Altalena، مدريد، 1978

## قصص
- قصص للحلم. الأطفال سانتياغورودريغيز، بورغوس، 1928
- غرامة وعة الحب. الأطفال سانتياغورودريغيز، بورغوس، 1930
- روزا الباردة، متزلج من القمر. Espasa كالبي، مدريد، 1934
- حكايات من إسبانيا الحالي. جدلية، المكسيك، عام 1935
- هناك نجمة حمراء. مساعدة، مدريد، 1937
- سوف تموت بعيدا؛ Americalee، بوينس آيرس عام 1942
- الحج تيريزا. زجاجة البحر، بوينس آيرس، 1950
- الخرافات من الوقت مر. اليخاندروفينيستر، المكسيك، عام 1962

## مقال
- عامة المزمن من الحرب الأهلية. تحالف المثقفين المنفيين، مدريد، 1939
- القصة لديه كلمة. مجلس الإسباني الأرجنتيني الثقافي، بوينس آيرس، 1944

## سيناريو
- عيون الأكثر جمالا في العالم؛ 1943 جبون الفيلم
- سيدة الاقزام. 1945 جيون من سنيما.

## أعمال أخرى
- وطننا في كل يوم. شركة التصنيع المعادلة، بوينس آيرس، 1958
- الابتسامة الصين. جاكوبومونيك، بوينس آيرس، 1958، متنوعة
- ذاكرة الكآبة. لوسادا SA، التحرير، بوينس آيرس، 1970، سيرة ذاتية

## روابط خارجية
- ماريا تيريزا ليون على موقع IMDb (الإنجليزية)
- ماريا تيريزا ليون على موقع ميوزك برينز (الإنجليزية)